# 2018年中國文化大學校長遴選事件
2018中國文化大學校長遴選事件是指2017年11月28日至2018年11月28日期間，中國文化大學遴選校長期間後所發生的事件，主要為選出盧希鵬為中國文化大學第八任校長後所衍生出的事件。該事件剛好滿一年。

## 事由
由於2017年8月，原中國文化大學（以下簡稱文大）校長李天任被董事長張鏡湖將上半年考績打丙等，致使李天任校長憤而向校方提出辭呈，因此在2017年10月董事會籌組遴選委員會來選出新校長。

## 事件發展
2017年11月28日，經遴選委員會從台科大特聘教授盧希鵬及文大社科院院長趙建民兩人當中選出新校長，會中張鏡湖針對外傳董事欲爭奪60億元校產提出質疑，他與其女張海燕因不滿看不到遴選文件，不願進入下一階段校長圈選，其他董事依照程序投票，推選董事袁興夏為臨時主席，因張及其女拒絕領票，之後只收回9張，盧希鵬獲8票，趙建民拿到0票， 1人投廢票，袁興夏宣布文化大學第8任校長由盧希鵬當選。而盧希鵬當晚在臉書上發文表示，「這是我父親的學校，也將是我的學校」。六年後，大學入學人口將是現在的七成，也就是文化大學必須在六年內擠進前70%。他願意用他的能力，幫助這所學校，此時此刻，文化大學永續發展、實事求是，精益求精，才是最重要的事。
2017年12月，張鏡湖在校務會議上，指控盧希鵬論文造假，質疑其當校長的資格，但經過查證，是盧希鵬的學生在整理其論文時，將其中兩篇論文重複計算，導致誤解，後被誤導成論文造假。
2018年2月1日，繼文大校長李天任於1月30日發一封給全校師生的公開信後，董事長張鏡湖也發出聲明。指稱遴選會疑似有被操弄的情形，也有董事具名呈報教育部，但教育部卻未加查證，「令人不解！」。對於董事會違法推舉臨時主席的非法決議，亦未調查，實難認同。張鏡湖強調，多位董事留任李天任是為校務穩定發展、全校師生權益的考量，並無個人私心。
2018年2月6日，李天任為顧全大局、避免殃及師生，因此辭卸校長職務，並由文大教務長王淑音代理校長職務。而張鏡湖女兒張海燕接受媒體訪問時表示，父親認為遴選有問題，已透過向行政院訴願循法律解決，且在董事會圈選盧希鵬的會議上，要求「驗票」看遴委評選結果遭到拒絕，因而拒絕將遴選結果報教育部核定。
另一方面，一群關心文化大學改革創新的教職員組成華岡人鳳鳴高岡行動聯盟，也發動「還我平靜，給我希望」1日快閃連署活動，24小時內獲得815位教職員生、校友和支持文化大學改革的民眾響應連署，連署書今天送交教育部高等教育司。華岡人鳳鳴高岡行動聯盟總召、文化大學研發長鄧為丞表示，之所以啟動連署，呼籲教育部積極作為，盡快讓新校長盧希鵬上任，是因為教職員生對新校長有殷切期待，希望他帶來改變，需要改變的就是要民主制度化，而不是抹黑放話。經過多數遴選委員及董事選出來的校長，如果只因不是董事長屬意的人，就讓新校長無法上任，且成為案例，將成為私校的不良示範。
2018年4月23日，文大召開董事會，上次袁興夏等董事抵制出席，導致流會。本次情勢卻大逆轉，董事李傳洪、林國賢無預警提出請辭，會中更通過表決，讓前校長李天任回鍋。
2018年4月24日，張鏡湖不滿教育部依袁興夏等董事請求發函，要文大召開董事會討論解除他的董事長職務，聲請停止執行，台北高等行政法院審理認為，本件聲請停止執行沒有難以回復損害的急迫性，裁定駁回張的聲請。可抗告。
2018年9月3日，校長當選人盧希鵬發聲明痛斥，董事長與董事會為了避開10月31日後教育部指派校長，只要當選人不合其意，便可玩弄司法重啟遴選，他問，誰還敢參加遴選。
同一時間，文化大學召開董事會，文大董事袁興夏、張冠群兩人皆出席，會議再度討論校長遴選問題，並針對校長遴選是否重啟進行不具名投票，董事會通過決議，將重組遴委會，及重啟校長遴選。
2018年10月29日，召開新組成的校長遴委會，從社科院院長趙建民、與外語學院院長徐興慶2人中選出新校長，最後由外語學院院長徐興慶勝出。而原校長當選人盧希鵬會前也發出聲明，痛斥教育部沒有具體作為，文大董事會此舉更抹滅了他想為文大做事的決心。
2018年11月26日，教育部高等教育司長朱俊彰受訪時證實，23日已核定人事案，經教育部檢視，徐興慶資格符合教育人員任用條例規定，校長遴選程序也符合私立學校法及文大規定。
2018年11月28日，文大舉行第八任校長交接暨就職典禮，由董事長張鏡湖擔任監交人並頒給徐興慶聘書，代理校長王淑音交付印信，在300多名文大教職員生觀禮下完成儀式。